# Ceutorhynchus cochleariae
Ceutorhynchus cochleariae är en skalbaggsart som först beskrevs av Leonard Gyllenhaal 1813.  Ceutorhynchus cochleariae ingår i släktet Ceutorhynchus, och familjen vivlar. Enligt den finländska rödlistan är arten sårbar i Finland. Arten är reproducerande i Sverige. Artens livsmiljö är strandängar vid sötvatten.